# Empoasca laceiba
Empoasca laceiba är en insektsart som beskrevs av Ross och Cunningham 1960. Empoasca laceiba ingår i släktet Empoasca och familjen dvärgstritar. Inga underarter finns listade i Catalogue of Life.